# La Aldehuela
La Aldehuela település Spanyolországban, Ávila tartományban. La Aldehuela La Horcajada, Santa María de los Caballeros, Hoyorredondo, Aldeanueva de Santa Cruz, Santiago del Collado és Avellaneda községekkel határos. Lakosainak száma 143 fő (2024).

## Népesség
A település népessége az utóbbi években az alábbiak szerint változott:
| Lakosok száma | 268  | 237  | 222  | 210  | 200  | 177  | 167  | 162  | 147  | 143  |
|               | 2001 | 2004 | 2006 | 2009 | 2011 | 2014 | 2016 | 2019 | 2021 | 2024 |